# Spoorlijn Frauenfeld - Wil
De spoorlijn Frauenfeld - Wil is een smalspoorbaan in Zwitserland van de spoorwegmaatschappij Frauenfeld - Wil Bahn (FW) die gelegen is in het Murgtal, in het kanton Thurgau en de steden Frauenfeld en Wil verbindt. De spoorwijdte is 1000 mm (meterspoor).

## Geschiedenis

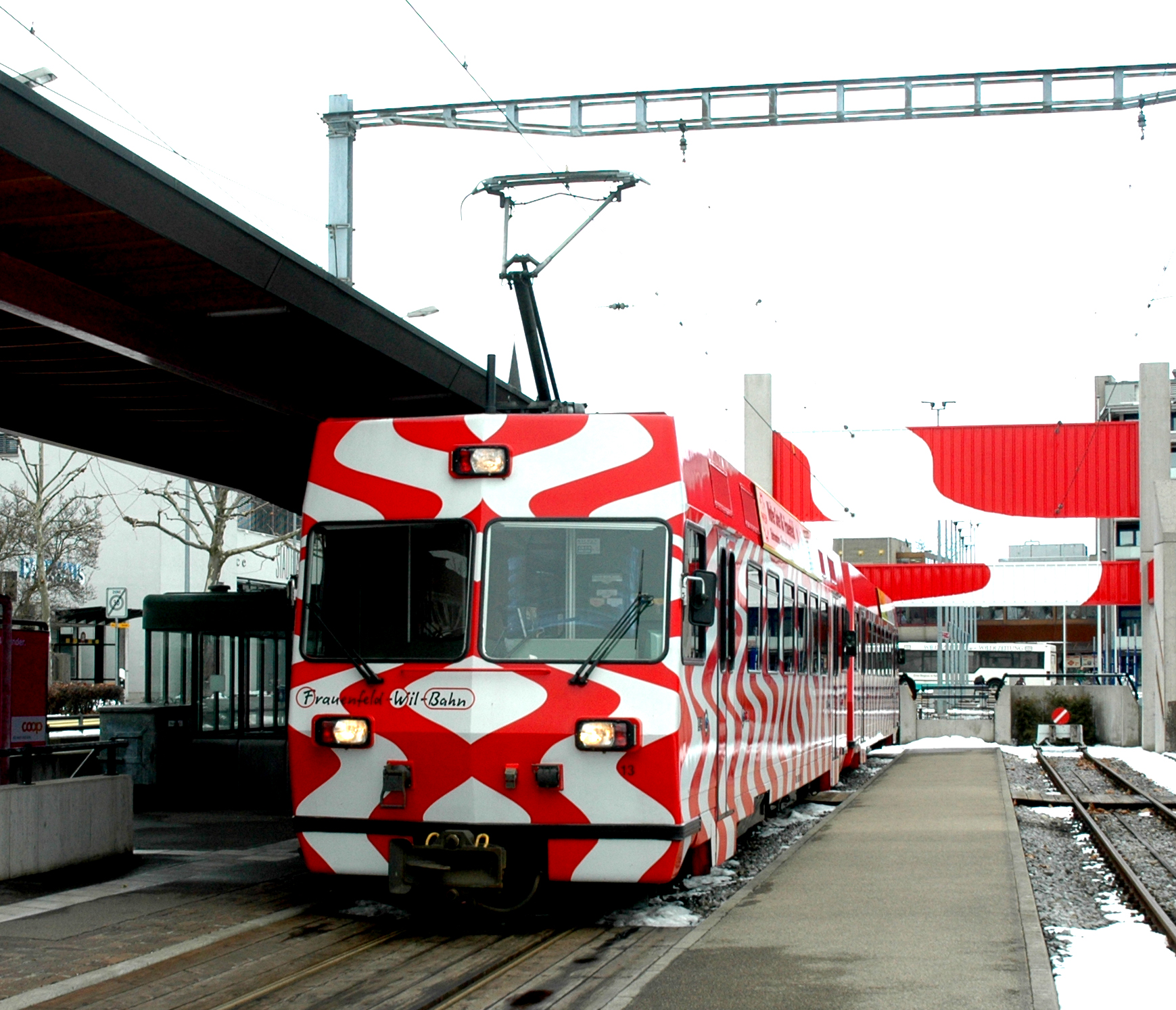
treinstel 13 te Wil SG

Het traject werd op 1 september 1887 geopend.
Op 30 juni 2011 werd bekend dat Frauenfeld - Wil Bahn (FW) voor 31 miljoen Zwitserse frank vijf treinstellen van het type Diamant bij Stadler Rail heeft besteld. Deze treinstellen worden in 2013 geleverd. Vijf motorwagens en vier stuurstandwagens uit 1984 worden hiermee vervangen. Twee motorwagens uit 1992 worden gereviseerd.

## Aansluitingen
In de volgende plaatsen was of is er een aansluiting van de volgende spoorwegmaatschappijen:

### Wil
- Spoorlijn Rorschach - Winterthur
- Spoorlijn Wil - Konstanz

### Frauenfeld
- Spoorlijn Romanshorn - Winterthur

## Elektrische tractie
Het traject werd op 20 november 1921 geëlektrificeerd met een spanning van 1200 volt gelijkstroom.

## Foto's

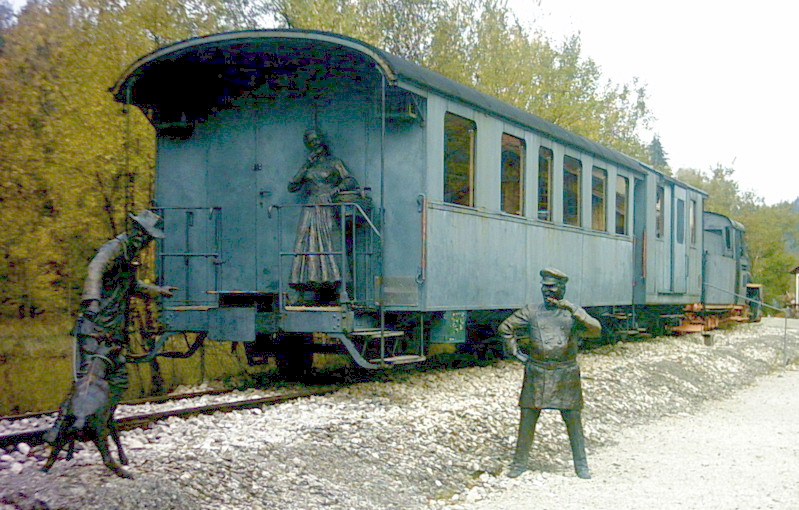
Bronzen beelden en personenwagen bij voormalige Bahnhof Durlesbach. Personenwagen ex Öchsle Nr. 11 ex Berner Oberland-Bahn AB3 151 (1928), Packwagen ex Öchsle ex Frauenfeld-Wil-Bahn D 65 (1903)
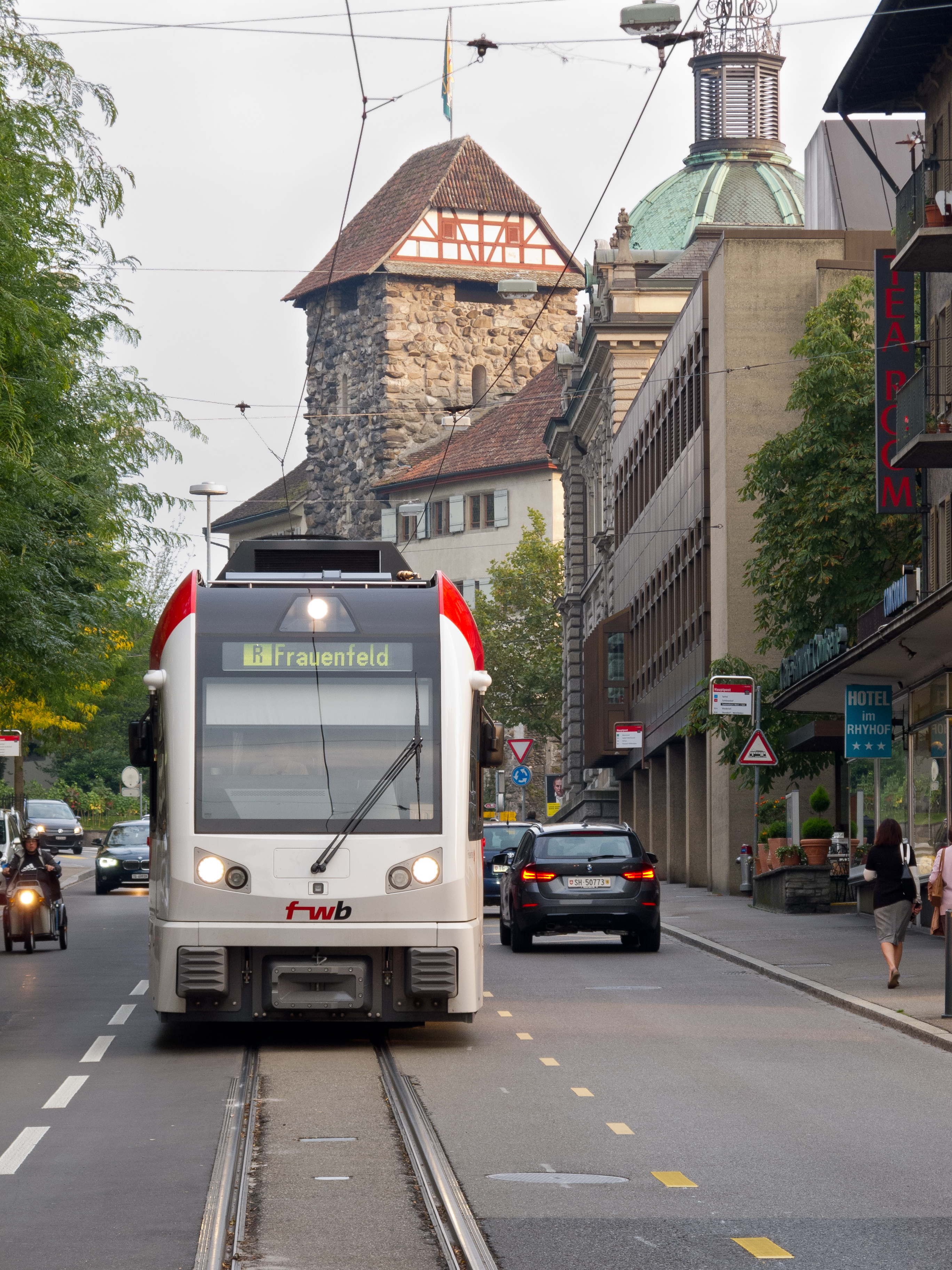
Nieuwe treinstel te Frauenfeld
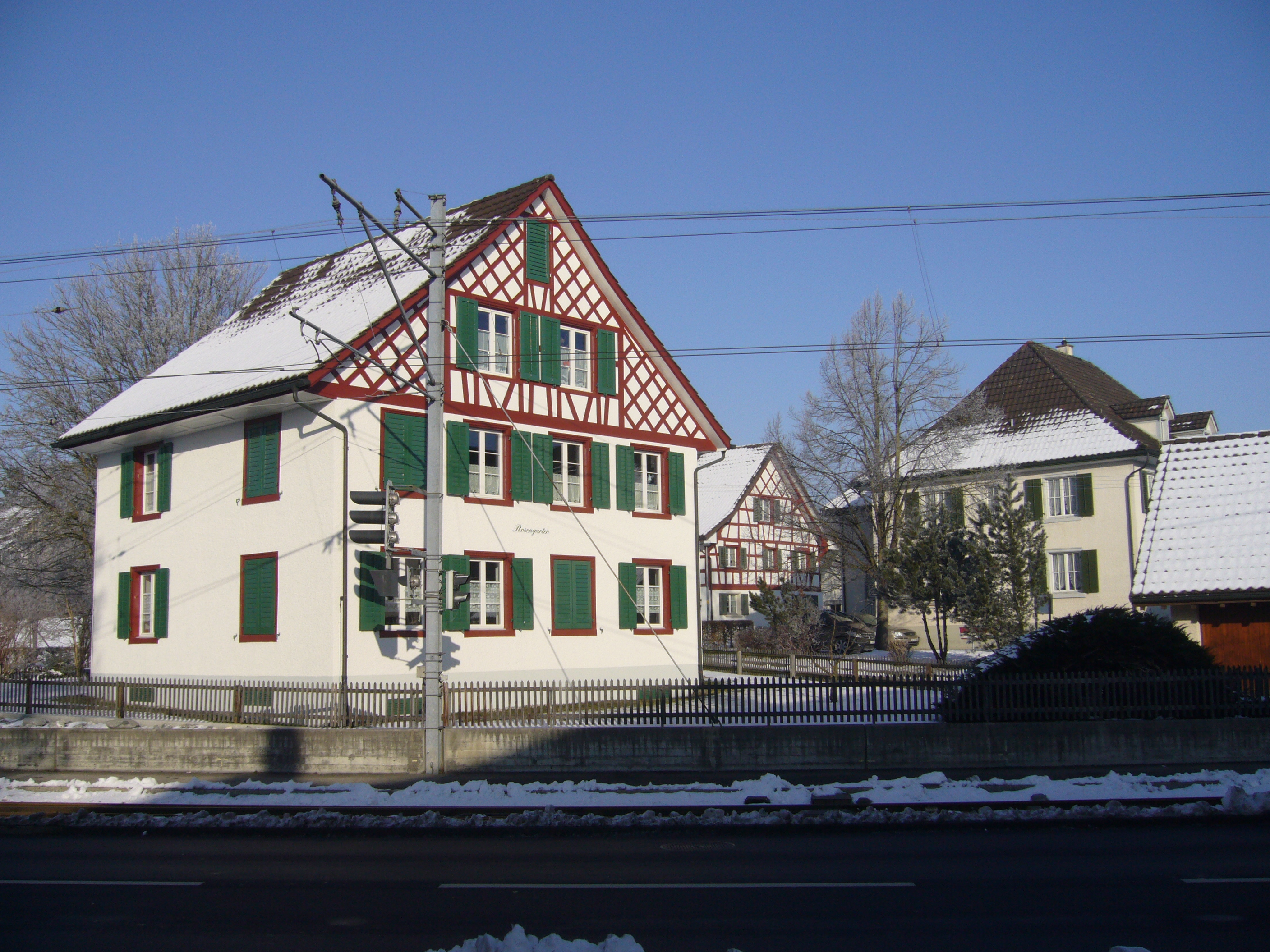
Dorpskern van Matzingen; in de voorgrond de sporen van de Frauenfeld–Wil-Bahn
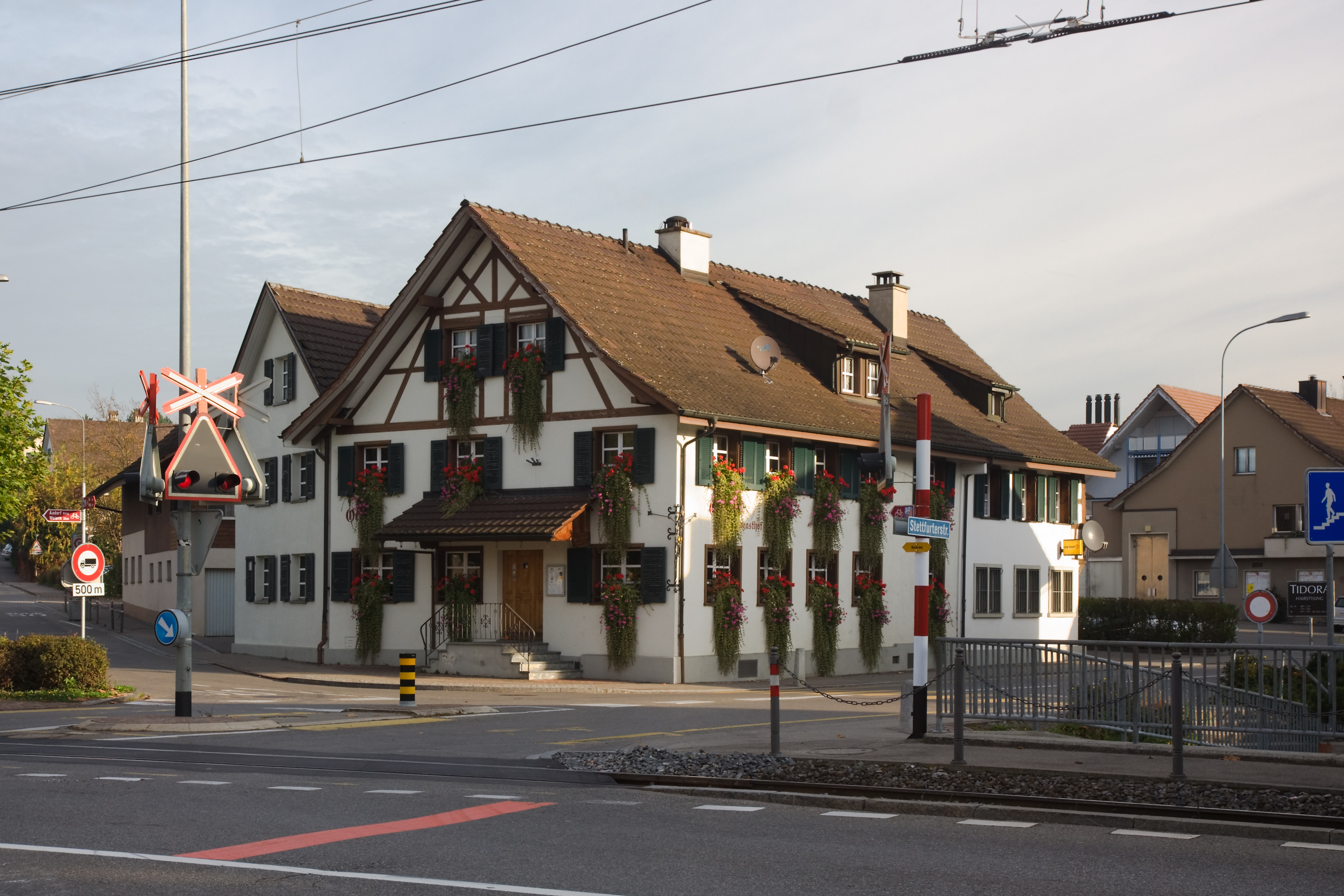
Gasthof Ochsen in Matzingen